# An Dương Vương

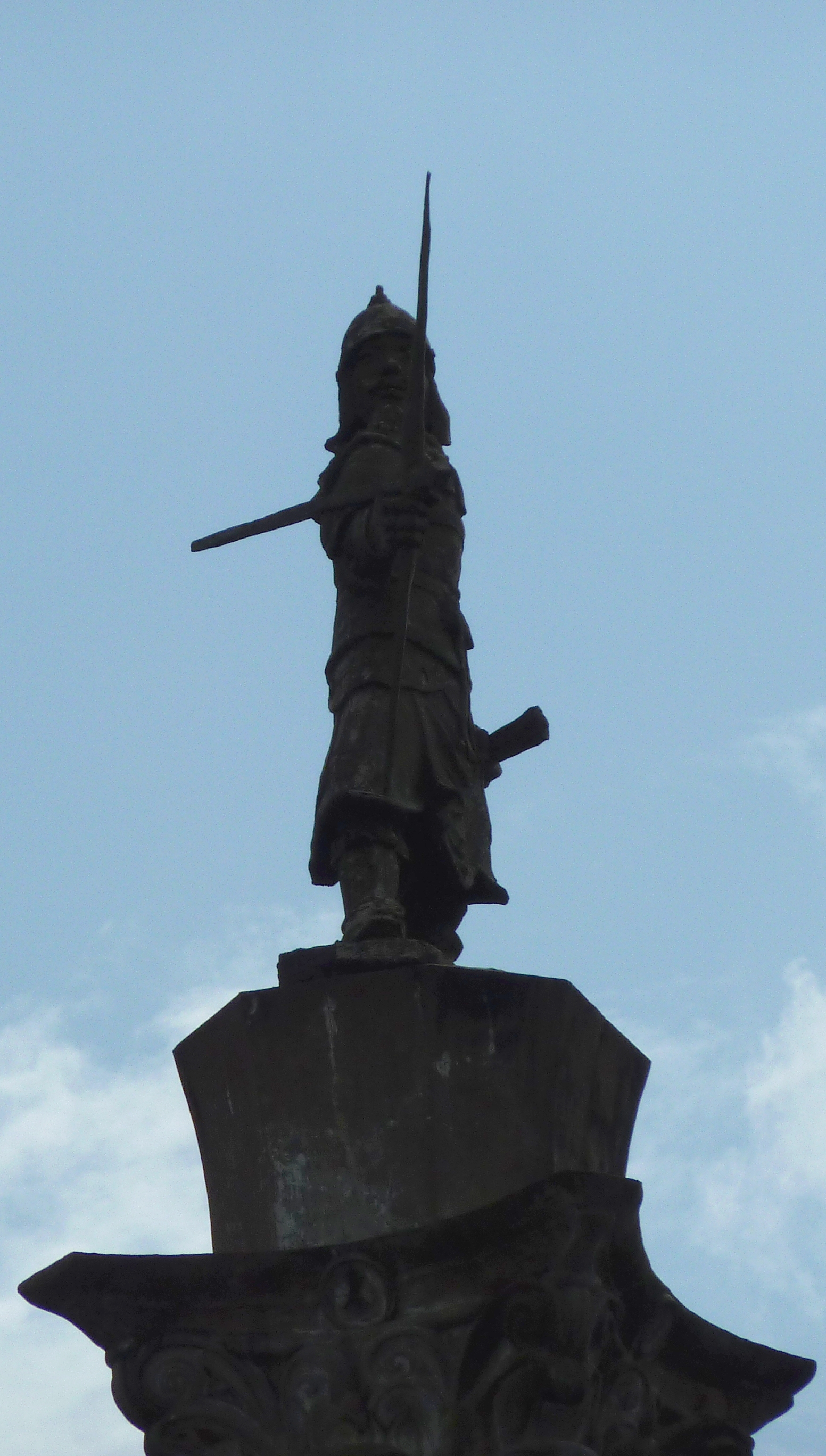
An Dương Vương
(Moderne Statue in Ho-Chi-Minh-Stadt)

An Dương Vương („König An Dương“; chữ Hán: 安陽王, chin. An Yang, wortwörtlich „Befrieder des Südens“),  persönlicher Name Thục Phán (蜀泮), war ein sagenhafter Herrscher der vietnamesischen Frühzeit. Als Anführer des Stammes der Âu Việt soll er das von den Hùng-Königen beherrschte Reich Văn Lang im Unterlauf des Roten Flusses erobert haben. Durch die Vereinigung von dessen Bewohnern, den Lạc Việt, mit den Âu Việt entstand so der Staat Âu Lạc mit der Hauptstadt Cổ Loa.
An Dương Vươngs Herrschaft – die Thục-Dynastie – soll gemäß der traditionellen vietnamesischen Geschichtsschreibung  von 257 v. Chr. bis 208 v. Chr. (oder alternativ bis 179 v. Chr.) angedauert haben. Erstmals erwähnt wird er allerdings erst im dritten und vierten Jahrhundert n. Chr. in Erzählungen chinesischer Hofschriftsteller, welche wiederum im 15. Jahrhundert in das maßgebliche vietnamesische Geschichtswerk des Ngô Sĩ Liên eingingen. In der modernen Geschichtswissenschaft ist seine Existenz folglich umstritten, teils wird er als erster historischer Herrscher angesehen, teils als rein mythologische Figur. Möglicherweise wurden auch mehrere historische Personen in der Gestalt des An Dương Vương vermengt. Ebenfalls besteht die Theorie, dass es sich bei ihm um einen historischen Fürsten im heutigen Südchina handelte, dessen Wirkungsort von späteren Autoren nach Vietnam „verlegt“ wurde. Archäologische Ausgrabungen konnten allerdings nachweisen, dass Cổ Loa ungefähr zu seinem überlieferten Herrschaftszeitraum  eine militärisch bedeutsame Regionalmacht darstellte.
Um 200 v. Chr. wurde die Region des Roten Flusses schließlich vom Staat Nanyue (Nam Việt) unter der Führung des Nordchinesen Zhao Tuo (Triệu Đà) erobert – in diesem Punkt stimmt die vietnamesische Überlieferung mit den gesicherten chinesischen Chroniken überein.

## Die Erzählung von An Dương Vương

### Herkunft und Aufstieg
Gemäß der traditionellen Geschichtsschreibung war Thục Phán ein Prinz des chinesischen Staates Shu (Thục auf Vietnamesisch) im heutigen Sichuan während der Zeit der Streitenden Reiche (abweichend wird auch teils der Staat Chu genannt).
Nach der Eroberung des Staates durch Qin (die allerdings bereits 316 v. Chr. stattfand) floh er in den bergigen Süden und schwang sich zum Anführer einer nicht-chinesischen Stammesföderation namens Âu Việt (Ouyue) auf. Deren Herrschaftsgebiet, das Reich Nam Cương, soll sich im heutigen chinesisch-vietnamesischen Grenzgebiet befunden haben (Cao Bằng und Teile von Guangxi). Aufgrund der großen Zeitspannen wird diese Verlagerung nach Süden alternativ bereits seinen Vorfahren zugeschrieben.
An Dương Vương wandte sich jedenfalls schließlich um 258 v. Chr. noch weiter nach Süden und eroberte die fruchtbare Ebene des Roten Flusses. Hier siedelten die Lạc Việt (Luoyue), die bis dahin von den Hung-Königen beherrscht worden waren. Thục Phán nahm nun den Herrschernamen An Dương Vương („König Befrieder des Südens“) an und vereinte die Âu Việt und die Lạc Việt als Reich Âu Lạc.

### Cổ Loa, die goldene Schildkröte und die magische Armbrust

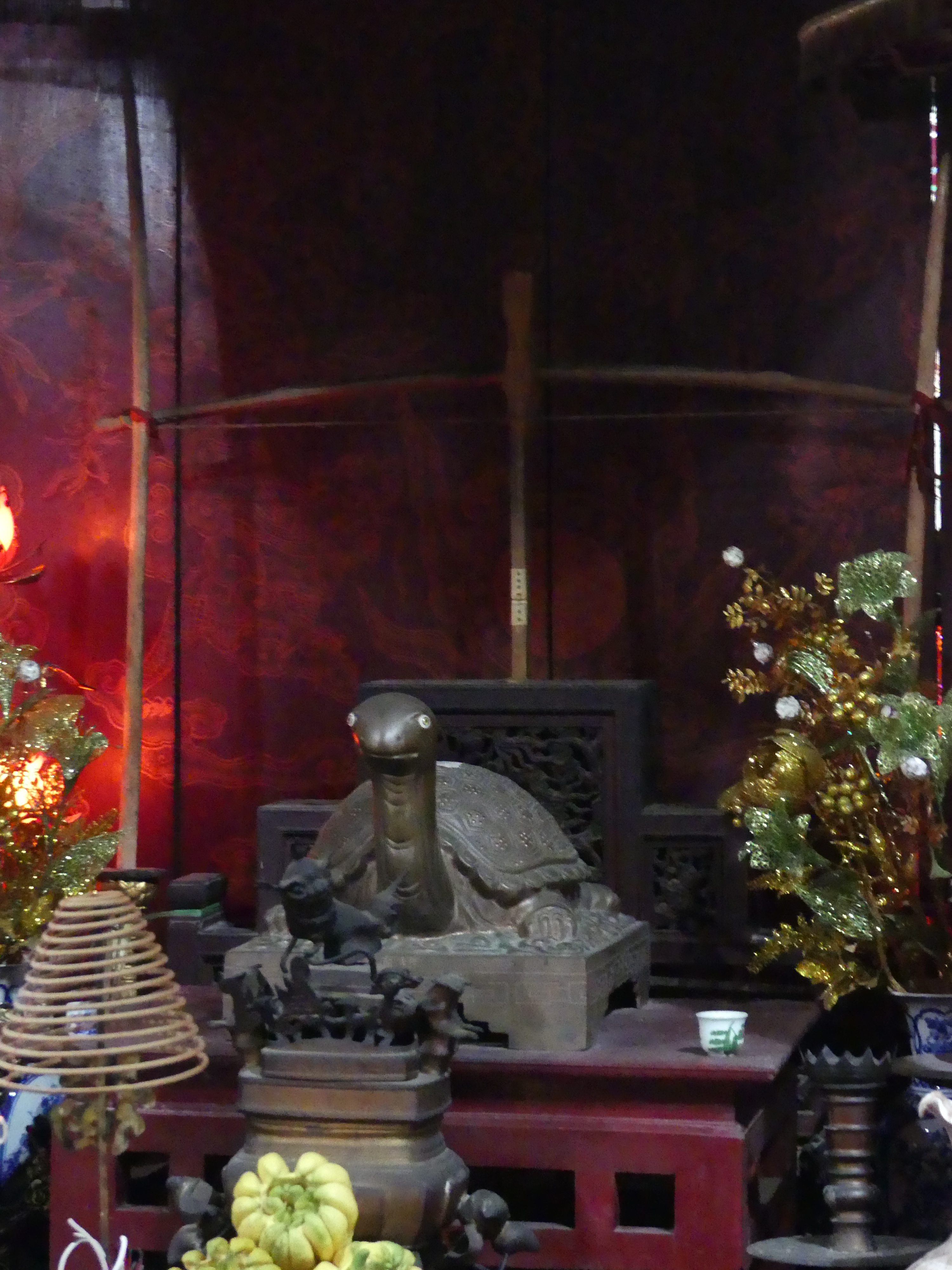
Die goldene Schildkröte und die magische Armbrust im An-Dương-Vương-Tempel in Cổ Loa

Die Hauptstadt seines Reiches wurde Cổ Loa (heute am nördlichen Stadtrand von Hanoi gelegen). Cổ Loa hatte bereits vorher existiert, wurde aber unter An Dương Vương zur spiralförmigen Zitadelle ausgebaut. Gemäß der Sage war der Bau äußert mühselig, denn in der Nacht rissen Geistwesen die Baufortschritte des Tages wieder ein. An Dương Vương rief daher die Götter um Hilfe an, die sein Ersuchen schließlich erhörten: Es erschien die goldene Schildkröte Kim Quy, die ihm eine ihrer Klauen überließ. Aus dieser Klaue konnte Cao Lỗ (auch Cao Thông, chin. Kao Tong), sein wichtigster Berater, eine  magische Armbrust fertigen, die nicht nur die Fertigstellung von Cổ Loa ermöglichte, sondern An Dương Vương auch militärisch unbesiegbar machte. Sein Königreich stieg nun dank dieser mächtigen Waffe zu einem einflussreichen und wohlhabenden Land auf.

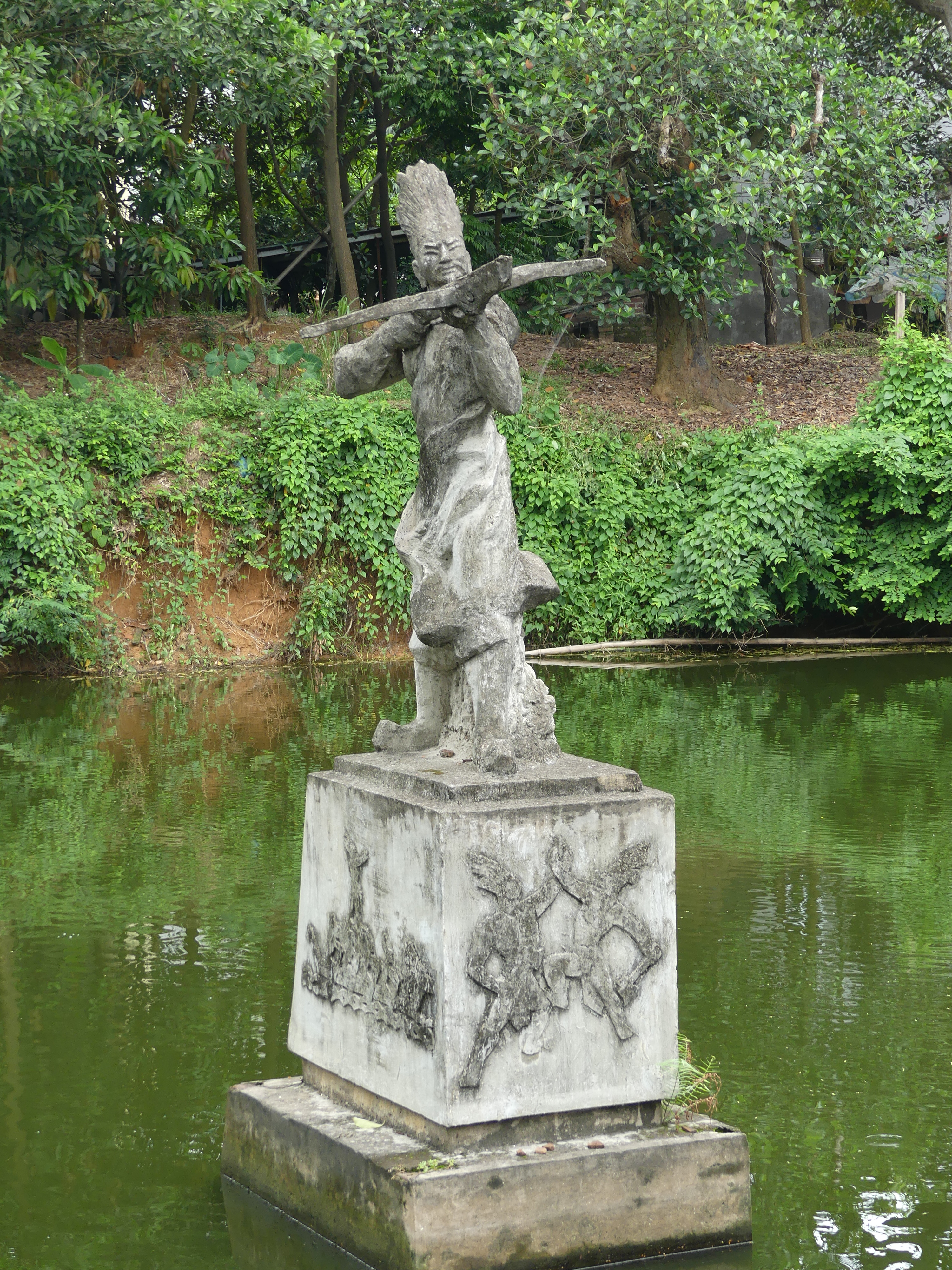
Der Waffenkonstrukteur Cao Lỗ mit der magischen Armbrust
(Moderne Statue in Cổ Loa)

Der Waffenkonstrukteur Cao Lỗ wird in den unterschiedlichen Fassungen der Erzählung mal als Gelehrter, Militär oder heiliger Mann beschrieben. Falls es sich um eine historische Person handelt, so war er wohl ein Chinese aus dem Norden, der die fortschrittlichen Militärtechniken der streitenden Reiche in der südlichen Region einführte. Von den verhältnismäßig rückständigen Zeitgenossen vor Ort dürften seine Neuerungen geradezu als magische Wunderwaffen empfunden worden sein – auf diese Weise könnte die Sage entstanden sein. Unterstützt wird diese Theorie durch archäologische Untersuchungen in Cổ Loa, die diverse Waffen und Gerätschaften zum Vorschein brachten, wie sie für die nördlichen streitenden Reiche typisch sind, darunter auch eine große Zahl an Armbrustbolzen.
Trotz Cao Lỗs herausragender Leistungen behandelte der König seinen Berater respektlos, was schließlich zum Zerwürfnis der beiden führte und letzten Endes An Dươngs Untergang einleitete.

### Mỵ Châu und Trọng Thủy
Der große Wohlstand des Landes erweckte das Interesse feindlicher Nachbarmächte: Der Qin-General Zhao Tuo (viet. Triệu Đà), der große Teile Südchinas erobert hatte, machte sich während des Zusammenbruchs der Qin-Dynastie als Herrscher des Reiches Nanyue (Nam Việt) eigenständig. Er versuchte im Anschluss wiederholt, das südliche Nachbarreich Âu Lạc zu erobern, scheiterte aber immer an An Dươngs Verteidigern, die dank der Kräfte der magischen Armbrust nicht besiegt werden konnten.
Nach mehreren Feldzügen einigten sich die beiden Seiten schließlich auf einen Waffenstillstand, der durch die Heirat von An Dươngs Tochter Mỵ Châu (媚珠) mit  Zhao Tuos Sohn Trọng Thủy (仲始, Zhong Shi) besiegelt wurde. Das junge Paar verliebte sich innig ineinander.  Die beiden lebten bei der Familie der Frau – also in Cổ Loa –, was den späteren Chronisten wie Ngô Sĩ Liên völlig unverständlich erschien und von modernen Historikern als Zeichen für matriarchale Gesellschaftsstrukturen ansehen wird.
Zhao Tuo konnte daher schließlich über seinen Sohn und dessen Frau herausfinden, dass das Geheimnis für An Dươngs Unbesiegbarkeit dessen magische Armbrust darstellte. Trọng Thủy gelang es, seine Frau überzeugen, ihm die Armbrust zu geben, schmuggelte sie anschließend aus Cổ Loa  und gab sie pflichtbewusst an seinen Vater weiter. Zhao Tuo griff daraufhin das nun schutzlose Cổ Loa an und eroberte die Stadt.
An Dương Vương konnte entkommen und floh mit seiner Tochter im Schlepptau vor den Eroberern. Während der Flucht tauchte erneut die goldenen Schildkröte auf und sprach: „Der Feind ist direkt hinter dir!“, woraufhin er erkannte, dass seine Tochter das Geheimnis der Armbrust verraten hatte. Rasend vor Zorn schlug er seiner Tochter den Kopf ab.
Wenig später traf Trọng Thủy am Schauplatz des Geschehens ein und entdeckte den toten Körper seiner Frau. Aus Schuldbewusstsein, und da er ohne sie nicht leben wollte, beging er Suizid, weshalb die Geschichte häufig als vietnamesische Version von Romeo und Julia bezeichnet wird.
An Dương Vươngs endgültiges Schicksal ist unklar; je nach Fassung der Sage beging er kurz darauf ebenfalls Selbstmord, wurde von seinen Feinden eingeholt und getötet oder verließ gemeinsam mit der goldenen Schildkröte die irdische Welt.

## Verehrung

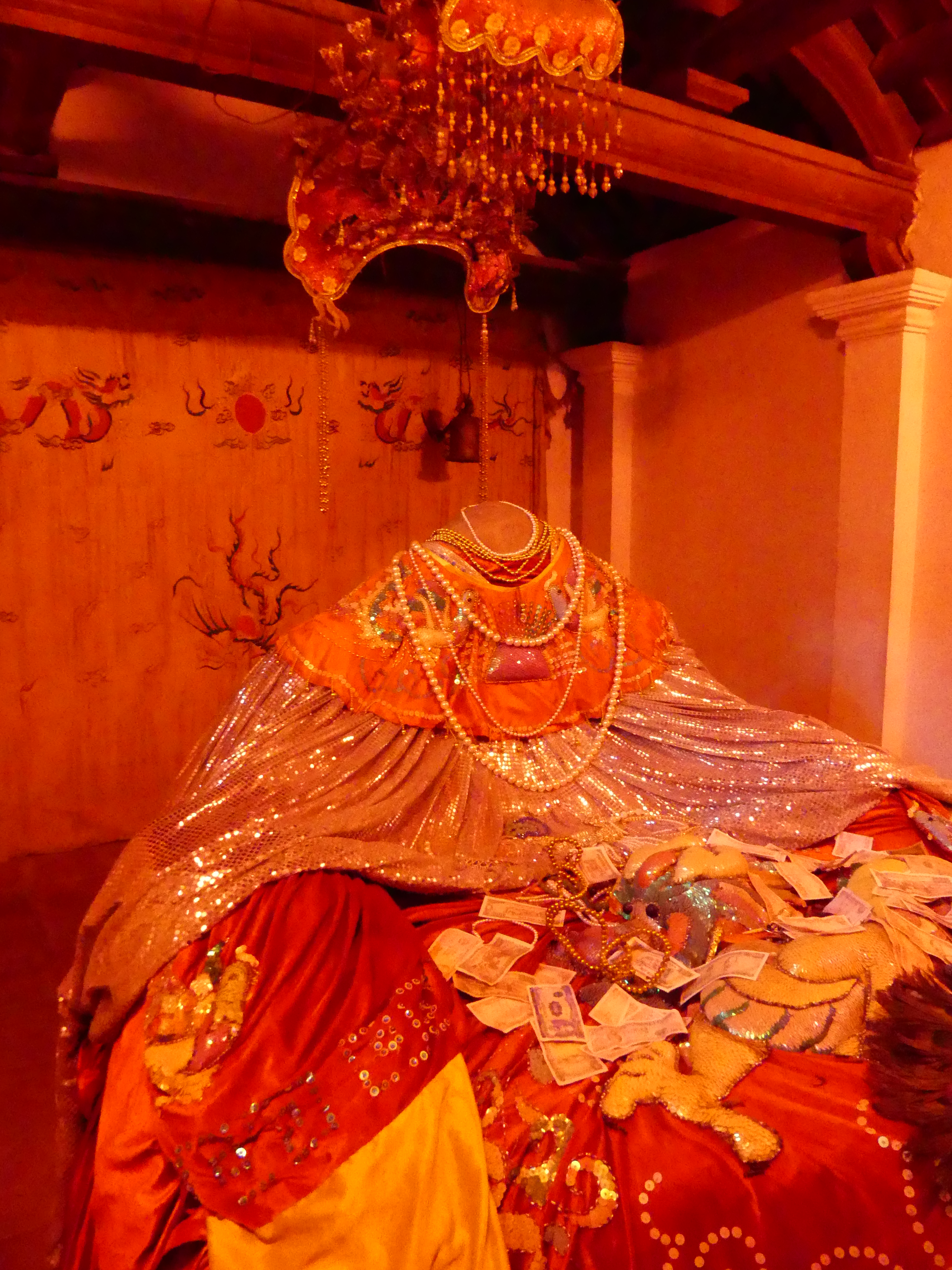
Die kopflose Statue der Prinzessin Mỵ Châu in ihrem Tempel in Cổ Loa

Trotz seiner Grausamkeit wird An Dương Vương als einer der Begründer Vietnams verehrt, da der unter seiner Herrschaft stattfindende Zusammenschluss von Berg- und Flachlandbewohnern zu einer geeinten Volksgruppe als zentraler Schritt für die Entstehung der vietnamesischen Nation gilt.
Daneben wird er auch als großer Militärführer gefeiert, der sich jahrelang gegen einen übermächtigen Feind aus dem Norden verteidigen konnte und nur durch Verrat bezwungen wurde. Dieser militärisch-nationalistische Aspekt spielte besonders in der Republik Vietnam (Südvietnam) eine wichtige Rolle, hier wurden ihm mehrere Denkmäler errichtet, das bekannteste in Saigon.
Das Zentrum der An-Dương-Vương-Verehrung stellt allerdings Cổ Loa dar: Der Haupttempel (Đền Thờ An Dương Vương) des heutigen Ortes dient sowohl der Verehrung des Königs als auch der magischen Schildkröte. Ein kleiner Tempel (Am thờ Mỵ Châu) in wenigen hundert Metern Entfernung, der an das Gemeinschaftshaus (đình) und die Pagode (chùa) angeschlossen ist, ist der Tochter Mỵ Châu gewidmet; im Inneren findet sich eine kopflose Figur der Prinzessin. Ein dritter Tempel (Đền thờ Cao Lỗ) ist schließlich dem Konstrukteur der magischen Armbrust gewidmet; davor steht inmitten eines kleinen Teiches dessen Statue mit der Armbrust in den Händen.
Jedes Jahr findet hier vom sechsten bis zum sechzehnten Tag des ersten Mondmonats des vietnamesischen Kalenders das An-Dương-Vương-Tempel-Fest statt, das mit seinen umfangreichen Prozessionen zu den wichtigsten regionalen Kulturveranstaltungen in Vietnam zählt.